# Micene (città moderna)
Micene (in greco Μυκήνες?, Mykīnes) è un ex comune della Grecia nella periferia del Peloponneso di 4 349 abitanti secondo i dati del censimento 2001.
È stato soppresso a seguito della riforma amministrativa detta Programma Callicrate in vigore dal gennaio 2011 ed è ora compreso nel comune di Argo-Micene.

## Storia
Micene è una città costruita nel sud della Grecia, che dà il nome alla popolazione che la costruì.
I Micenei sono anche riconosciuti come Achei, e furono coloro che sconfissero Troia nella Guerra di Troia.
Nel sito archeologico dell'antica città, si trova la famosissima Porta dei Leoni, l'antico ingresso alla città che ospita il bassorilievo più antico d'Europa.